# Спектор Мордехай
Спектор Мордехай ((5 травня 1858 , Умань, Київська губернія  — 15 березня 1925 , Нью-Йорк, Нью-Йорк )) — єврейський прозаїк, редактор, журналіст, представник періоду Гаскали (єврейське просвітництво). Він є автором близько 50 реалістичних романів і оповідань, у яких зображено життя простих людей, робітників, ремісників, єврейських сімей свого часу. Став найбільш відомим завдяки своєму роману 1884 року Der Yidisher Muzhik (Єврейський фермер). Більшу частину життя він провів в Україні, а в 1921 році переїхав до Сполучених Штатів.

## Життя
Мордехай Спектор народився 10 травня 1858 р. у сім'ї хасидів, де отримав сурову релігійну освіту, що спонукала його писати як для хасидів, так і для мітнаґедів без будь-яких упереджень проти них. У 1874—1877 роках навчався світських наук у полковника Вінде, наглядача урядових будинків Уманського повіту. У 1878 році він познайомився з Елізером Цвайфелем, який спонукав його писати романи на єврейсько-німецькому діалекті. 1884 р. став помічником редактора Олександра Зедербаума, який покликав його працювати до Петербурга в газеті Yidishes Folksblat. Під час свого останнього року в Санкт-Петербурзі Спектор одружився з Бертою Фрідберг, дочкою письменника Авраама Шалома Фрідберга. Жінка також була єврейсько-німецькою письменницею. Під псевдонімом Ізабелла вона опублікувала в «Hausfreund» і в «Jüdische Bibliothek» кілька романів, де вказала на небезпеку поверховості в освіті та висміяла ідею асиміляції. 1887 році він оселився у Варшаві, де протягом наступного десятиліття досяг вершини своєї слави, пишучи фейлетони, подорожні етюди, оповідання та романи, а також редагуючи серію антологій «Der Hoyzfraynd» («Друг сім'ї»). Спектор був дуже близький до колег-авторів Шолом-Алейхема та І. Л. Перетца. На початку серпня 1899 р. він та Перетц були разом заарештовані «за присутність на нелегальних зборах робітничих революціонерів». Коли почалася Перша світова війна і німецька армія почала марш на Варшаву, Спектор переїхав до Одеси (1914), де продовжив свою літературну працю, яка зробила його відомим у всій Європі. В цьому місті він вдруге одружився, його нареченою стала сестра дружини друга та колеги письменника Девіда Пінскі. Коли війна прогресувала та почалася революція 1917 р., умови життя стали надзвичайно важкими, а здоров'я Спектора погіршилося. Тому він вирішив із дружиною втекти з України і, подорожуючи через Румунію, Угорщину, Югославію, Італію, Швейцарію та Францію, дісталися до порома, що прямував до США. Під час подорожі місцеві єврейські громади з ентузіазмом вітали Спектора як великого письменника. Спектор помер у Нью-Йорку в 1925 р. у віці 67 років.

## Творчість
Мордехай Спектор почав писати досить рано та у творах описував реалістичні замальовки, засновані на особистому досвіді та спостереженнях за простими людьми в майстернях і на ринках. Його першою роботою став роман «Roman On a Nomen» («Роман без назви»), написаний 1883 р. Твір було опубліковано у газеті Yidishes Folksblat. Наступного року він опублікував свій проривний твір, роман сіоністського натхнення під назвою «Der Yidisher Muzhik» (Єврейський фермер). Ця праця викликала великий інтерес, оскільки автор виступав за повернення євреїв до продуктивної праці на землі їхніх предків. Починаючи з 1894 року Спектор співпрацював з І. Л. Перетцом, Якобом Дінезоном і Девідом Пінскі над  «Di yontef bletlekh» (Святкові сторінки). Також він інтенсивно займався єврейським фольклором: зібрав тисячі єврейських приказок, прислів'їв, заклинань та інших народних виразів. В останні кілька років життя у Нью-Йорку Спектор закінчив збірку «Geshikhten auf Brazlav», а також свою автобіографію «Mayn Lebn» («Моє життя»), опубліковану посмертно в 1927 році, яка, як вважають, має велику літературну, історичну та культурну цінність.